# ليون جوستين
ليون جوستين (بالإنجليزية: Leon Heath)‏ هو لاعب كرة قدم أمريكية أمريكي، ولد في 27 أكتوبر 1928 في هوليس في الولايات المتحدة، وتوفي في 23 مارس 2007.

## وصلات خارجية
- ليون جوستين على موقع مرجع كرة القدم المحترفة.كوم (الإنجليزية)